# Dasyhesma baeckea
Dasyhesma baeckea är en biart som beskrevs av Exley 2004. Dasyhesma baeckea ingår i släktet Dasyhesma och familjen korttungebin. Inga underarter finns listade i Catalogue of Life.

## Bildgalleri

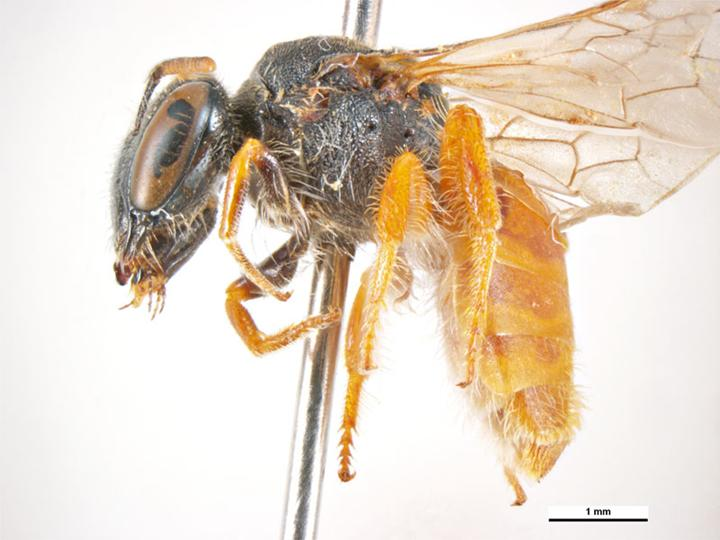